# Biloela
Biloela is een plaats in de Australische deelstaat Queensland, en telt 5371 inwoners (2006).